# Epiphragma (Epiphragma) varium
Epiphragma (Epiphragma) varium is een tweevleugelige uit de familie steltmuggen (Limoniidae). De soort komt voor in het Neotropisch gebied.